# Buza
Buza (rusky Буза, Buzá) je ruský bojový styl, zaměřující se na pěstní zápas, boj s nožem a jinými zbraněmi. Vychází z lidové tradice pěstních zápasů na severozápadní Rusi. Dnes je rekonstruovaná buza rozšířena  především ve Tverské, Vologodské, Psovké a Novgorodské oblasti. Její součástí je také mužský sólový tanec, tzv. pljáska (rus. пляска) a další lidové tradice.

## Historie
Nejstarší zmínka o buze ve smyslu bojového stylu je v Ódě na pěstní boj I. S. Barkova, pocházející pravděpodobně z roku 1750. V ní se vypráví, jak buznik (tj. člověk ovládající buzu) přemůže v osobním souboji známého zápasníka, hraběte Alexeje Orlova-Česmeňského. Buza tedy již v 18. stol. byla značně rozšířena a všeobecně známa. Dá se však předpokládat, že její prvopočátky sahají až k vrcholnému středověku, do doby někdejších knížecích rodových družin.
Za carského režimu byla tradice pěstních zápasů na severovýchodě evropské části Ruska značně populární. S příchodem sovětské vlády byly souboje postupně zakázány a tradice se uchovávala pouze u pamětníků. Opětovná snaha o její pokračování se pak objevuje na konci 20. stol.
Od roku 1987 bylo Tverskou státní univerzitou zorganizováno několik etnografických expedic a v roce 2002 byla G. N. Bazlovem obhájena disertační práce na téma lidové tradice pěstních zápasů. Od 90. let „buznici“ aktivně spolupracují s folkloristy ve snaze prohloubit své znalosti o někdejší tradici.

## Organizace
Buznici se sdružují do tzv. artělů (rus. артель). Artěly se zabývají výukou zájemců a organizací akcí folklórního a vzdělávacího charakteru. Buza se vyučuje prostřednictvím pravidelných schůzek a jsou organizovány kurzy jak pro děti (věkové kategorie 7-14 let a 14-18 let), tak i pro dospělé. Mezi volnočasové aktivity, které artěly pořádají, patří kromě folklorních akcí i např. výpravy do přírody a tréninky v terénu.
Mezi nejvýznamnější artěly v Rusku patří např. artěl v Moskvě, Sankt-Petěrburgu, Tveru, Čerepovci aj.

## Styly
Styly se rozdělují na styly se zbraní a beze zbraně.

### Se zbraní
- Boj s nožem
- Boj s holí
- Hod
- Střelba
- Improvizovaný boj

### Beze zbraně
- Technika úderu
- Technika hodu
- Technika zneškodnění protivníka pomocí úchopů, držení, apod.
- Specializovaná taneční akrobacie